# شاخ نبات
شاخ نبات نمایشی است به نویسندگی و کارگردانی مهدی شمسایی در سال ۱۳۸۹. نمایشنامه این اپرت یا تئاتر موزیکال و طنز برگرفته از اشعار عبید زاکانی است و برداشتی آزاد از منظومه موش و گربه وی می‌باشد. آهنگسازی و سرپرستی ارکستر ۲۴ نفرهٔ زندهٔ این نمایش نیز برعهده بهنام کلاه بخش بود. موسیقی این نمایش در دستگاه‌ها و آوازهای ایرانی مانند چهارگاه، سه‌گاه، ماهور، افشاری، اصفهان و گام‌های ماژور و مینور کلاسیک. از سازهای تار، چنگ، ویولنسل، ویولا، ویولن، تنبک، پرکاشن و هورن به همراه گروه خوانندگان استفاده شده است. طراحی صحنه و لباس آن را منیره ملکی و طراحی حرکات موزون را بهزاد جاودان‌فر برعهده داشتند. ساخت چنگ ایرانی این نمایش بر اساس کتیبه طاق‌بستان انجام شد. برخی از بازیگران نمایش عبارتند از سید رضا علوی (کوچول)، تینو صالحی (گربه سفید ابلق)، شیده شمسایی (جگرگوش)، نسیم تاجی (شاخ نبات)، امیر کربلایی زاده (چاقول)، رضا افشار (گربه سیاه و سفید)، کیانا اطهری نژاد (موجود خیالی). این نمایش در تالار وحدت تهران اجرا شده است.